# ناحیه تغنیف
ناحیه تیغنیف (به عربی: دائرة تیغنیف) یک ناحیه در الجزایر است که در استان معسکر واقع شده‌است.